# Setra S 519 HD
Setra S 519 HD — туристический автобус, выпускаемый немецкой компанией Setra с 2014 года.

## Эксплуатация
| Предприятие         | Серии      | Количество |
| Люксембург          | Люксембург | Люксембург |
| ------------------- | ---------- | ---------- |
| Voyages Emile Weber | 544—545    | 2          |

## Интересные факты
Компания «ЕвоБус Русслэнд» получила лицензию «Одобрение типа транспортного средства» на производство автобусов Setra в России. Они получили VIN-код X89410.
Автобус Setra S 519 HD производится под обозначением Typ 410 03. Модель оснащается дизельным двигателем внутреннего сгорания OM 470 LA.
Также автобус оснащается антипробуксовочной системой (ASR), электронной системой контроля устойчивости (ESP) и устройством вызова экстренных оперативных служб.